# Davisianinae
Davisianinae is een onderfamilie van weekdieren uit de klasse van de Gastropoda (slakken).

## Geslachten
- Davisiana Egorova, 1972
- Oligomeria Galkin & Golikov, 1985